# Едиција Војводина у борби
Едиција Војводина у борби представља низ публикација и историјских монографија везаних за тему Наросноослободилачког рата у Војводини 1941–1945. године. Покретач едиције био је Покрајински одбор Савеза удружења бораца Народноослободилачког рата (СУБНОР) Социјалистичке Аутономне Покрајине Војводине, који је самостално или у сарадњи са другима, био издавачима већег броја публикација. Уређивање едиције и издавање публикација у оквиру едиције, крајем 1960-их преузео је Институт за изучавање историје Војводине (касније Историјски институт) Филозофског факултета из Новог Сада. Едиција је престала да излази након расапада СФРЈ 1991. године. 
Због обимности, у оквиру едиције је било више серија – хронике места, сећања револуционара, ликови револуционара и др. Издања су углавном чиниле хронике ратних догађаја у селима, градовима и регионима Војводине; биографије истакнутих бораца, револуционара и народних хероја; монографије о војвођанским бригадама и партизанским одредима који су дејствовали у Војводини; као и сећања истакнутих учесника и организатора Народноослободилачке борбе попут Јована Веселинова Жарка, Јована Бељанског Лале, Пашка Ромца и др.

## Издања

### Хронике места
| Серија хронике места | Серија хронике места | Серија хронике места                                                             | Серија хронике места                                                                | Серија хронике места                    |
| број у серији        | година изадања       | аутор/и                                                                          | наслов                                                                              | напомена                                |
| -------------------- | -------------------- | -------------------------------------------------------------------------------- | ----------------------------------------------------------------------------------- | --------------------------------------- |
| бб                   | 1969.                | Ђорђе Васић                                                                      | Хроника о ослободилачком рату у јужној Бачкој                                       |                                         |
| бб                   | 1970.                | Загорка Кончaр, Љубомир Табачки                                                  | Увек у борби — Хроника села Кумана                                                  |                                         |
| бб                   | 1974.                | Илија Бјелић                                                                     | Партизанско развође — Хроника Банатског Вишњићева                                   |                                         |
| 7                    | 1974.                | Милош Лукић                                                                      | Црвено упориште — Хроника села и Каменолома Раковац                                 |                                         |
| 8                    | 1975.                | Мата Р Шећеров                                                                   | Хроника Падеја                                                                      |                                         |
| 10                   | 1975.                | Љубомир Митровић                                                                 | Из таме у светлост — Хроника села Делиблато                                         |                                         |
| 10                   | 1975.                | Драгиша Тодоровић                                                                | Немири равнице — Хроника Неузине                                                    |                                         |
| 11                   | 1975.                | Душан Попов                                                                      | Партизанска штампа у Војводини 1941—1944                                            |                                         |
| 13                   | 1976.                | Мила Чобански, Звонимир Голубовић, Живан Куманов                                 | Нови Сад у рату и револуцији                                                        | Издата у два тома                       |
| 16                   | 1977.                | Миливој Попов                                                                    | Јединствени у борби – Хроника Новог Милошева                                        |                                         |
| 17                   | 1978.                | Милош Б. Лукић                                                                   | Жедничке искре – Хроника Новог Жедника                                              |                                         |
| 18                   | 1979.                | Сретеније Зоркић                                                                 | Партизанске диверзије у Војводини 1941—1944                                         |                                         |
| 19                   | 1979.                | Милинко Тапавички                                                                | Хроника Елемира                                                                     |                                         |
| 20                   | 1979.                | Ђорђе Васић, Срета Савић                                                         | Прва војвођанска бригада                                                            |                                         |
| 21                   | 1980.                | Стеван Гаврић                                                                    | Десета војвођанска бригада                                                          |                                         |
| 23                   | 1980.                | Жарко Атанацковић                                                                | Систем веза НОР-а у Војводини 1941–1945                                             |                                         |
| 23                   | 1981.                | Срета Савић, Жарко Атанацковић                                                   | Трећа армија                                                                        |                                         |
| 25                   | 1981.                | Милутин Станишић Вуксанов                                                        | Олујно доба — Хроника Ирига и околине                                               |                                         |
| 26                   | 1982.                | Милош Б. Лукић                                                                   | Лединачке ватре – Хроника Лединаца                                                  |                                         |
| 27                   | 1982.                | Љубомир Табачки                                                                  | Кикинда у Народноослободилачком рату и револуцији                                   |                                         |
| 28                   | 1982.                | Владимир Бранковић, Ђорђе Бркић                                                  | Други сремски партизански одред                                                     |                                         |
| 29                   | 1983.                | Ђорђе Момчиловић                                                                 | Златне нити заједништва — Хроника Голубинаца                                        |                                         |
| 30                   | 1983.                | Живан Милисавац                                                                  | Шума није олистала — Хроника о побуни родољуба затворених у Шатораљаујхељу          | друго допуњено издање                   |
| 30                   | 1984.                | Светозар Николић                                                                 | Посавски партизански одред                                                          |                                         |
| 31                   | 1984.                | Сретеније Зоркић, Петар Вукелић                                                  | Хроника Сурдука                                                                     |                                         |
| 32                   | 1984.                | Будимир Марин                                                                    | Мартинци у вихору рата                                                              |                                         |
| 32                   | 1984.                | Драгослав Огњановић                                                              | Деца бунтовне равнице                                                               |                                         |
| 33                   | 1984.                | Михаило Видаковић                                                                | Девета војвођанска бригада                                                          |                                         |
| 34                   | 1985.                | Милош Б. Лукић                                                                   | Нештин у борби                                                                      |                                         |
| 35                   | 1985.                | Никола Мраовић                                                                   | Пета војвођанска бригада                                                            |                                         |
| 36                   | 1986.                | Душан Попов                                                                      | Мокрин у револуцији – историја села, радничког покрета и Народноослободилачке борбе |                                         |
| 37                   | 1986.                | Радомир Прица                                                                    | Гргуревци у рату и револуцији                                                       |                                         |
| 38                   | 1986.                | Светозар Николић                                                                 | Брестач у рату и револуцији                                                         |                                         |
| 38                   | 1987.                | Петар Милошевић, Душан Вулетић, Бора Чекеринац, Радомир Прица                    | Сремскомитровачка хроника                                                           |                                         |
| 39                   | 1987.                | Радован Срдић, Жика Тадић                                                        | Јарак у рату и револуцији                                                           |                                         |
| 40                   | 1987.                | Милош Б. Лукић                                                                   | Путевима Слободе – насеља општине Беочин у рату и револуцији                        |                                         |
| 41                   | 1988.                | Василије Петковић, Живко Васић                                                   | Висови равнице — Прхово у рату и револуцији                                         |                                         |
| 42                   | 1989.                | Никола Божић                                                                     | Ровови и мостобрани                                                                 | Хроника Осме војвођанске ударне бригаде |
| 43                   | 1989.                | Брана Панин                                                                      | Жариште слободе — хроника Силбаша                                                   |                                         |
| 44                   | 1990.                | Радомир Прица, ЈОванка Дражић                                                    | Партизанско село Манђелос                                                           |                                         |
| 45                   | 1991.                | Радислав Ђорђевић, Владимир Томић, Душан Чудић, Радомир Прица, Добривој Митровић | Рума у средишту Срема                                                               |                                         |
| 45                   | 1991.                | Владимир Томић                                                                   | Рума између два рата                                                                |                                         |
| 46                   | 1991.                | Здравко Кардашевић                                                               | Артиљеријска бригада 36. војвођанске дивизије                                       |                                         |
|                      | 1992.                | Милош Лукић                                                                      | Петроварадин у прошлости                                                            |                                         |

### Сећања учесника
| Серија сећања учесника | Серија сећања учесника | Серија сећања учесника       | Серија сећања учесника                                                                                 | Серија сећања учесника                    |
| број у серији          | година изадања         | аутор/и                      | наслов                                                                                                 | напомена                                  |
| ---------------------- | ---------------------- | ---------------------------- | --- | ----------------------------------------- |
| бб                     | 1969.                  | Радован Орешчанин            | Путевима победе                                                                                        |                                           |
| бб                     | 1971.                  | Јован Веселинов              | Сви смо ми једна партија                                                                               |                                           |
| бб                     | 1971.                  | Јефта Јеремић                | Између Дунава и Саве                                                                                   |                                           |
| бб                     | 1972.                  | Стеван Врговић               | Раме уз раме – учешће Југословена у партизанском покрету у СССР                                        |                                           |
| бб                     | 1974.                  | Живана Павлекић Сешка        | Путоказ                                                                                                |                                           |
| бб                     | 1974.                  | Светислав Торњански          | Крвави пут — сећања на фашистичке злочине у логорима у Јарку и Шапцу 1941                              |                                           |
| 11                     | 1975.                  | Приредио Војислав Милин      | Сећања команданата војвођанских бригада                                                                |                                           |
| 12                     | 1976.                  | Група аутора                 | Сећања бораца војвођанске бригаде                                                                      |                                           |
| 12                     | 1976.                  | Владислав Ротбрат            | Не заборави друга свог — хроника о тамновању и борби родољуба из Бачке у сегединском затвору 1941—1944 |                                           |
| 13                     | 1976.                  | Пашко Ромац                  | Борбе из решетака                                                                                      |                                           |
| 14                     | 1978.                  |                              | Сећања комесара војвођанских бригада том                                                               |                                           |
| 15                     | 1978.                  |                              | Сећања комесара војвођанских бригада том                                                               |                                           |
| 16                     | 1979.                  | Пашко Ромац                  | Казивање о Шеснаестој војвођанској дивизији                                                            |                                           |
| 17                     | 1980.                  | Јефта Јеремић                | Људи Срема у рату и револуцији                                                                         |                                           |
| 18                     | 1982.                  | Јован Бељански Лала          | Сећања                                                                                                 |                                           |
| 19                     | 1983.                  | Љубан Јовановић, Живко Васић | Војвођани у бици на Сутјесци                                                                           |                                           |
| 21                     | 1987.                  | Срета Савић Коља             | Неугасиви пламен                                                                                       |                                           |
| 22                     | 1987.                  | Иса Јовановић                | У служби револуције                                                                                    |                                           |
| 23                     | 1988.                  | приредио Никола Божић        | Стаза црвено обојена                                                                                   | Сећања бораца Четврте војвођанске бригаде |
| 24                     | 1991.                  | приредио: Никола Божић       | Младост слободи дарована                                                                               | Сећања бораца Прве војвођанске бригаде    |

### Серија ликови револуционара
| Серија ликови револуционара | Серија ликови револуционара | Серија ликови револуционара | Серија ликови револуционара                        | Серија ликови револуционара                       |
| број у серији               | година изадања              | аутор/и                     | наслов                                             | напомена                                          |
| --------------------------- | --------------------------- | --------------------------- | -------------------------------------------------- | ------------------------------------------------- |
| 1                           | 1971.                       | Војислав Милин              | Црвени Павле – младост посевећена револуцији       | Књига о револцуонару и народном хероју Павлу Папу |
| 2                           | 1982.                       | Никола Рачић                | Станко Пауновић Вељко                              |                                                   |
| 3                           | 1983.                       | Страхиња Поповић            | Бошко и Вера Вребалов                              |                                                   |
| 4                           | 1990.                       | Јелена Попов                | Др Херберт Краус – представник Војводине у АВНОЈ-у |                                                   |

### Отале књиге
| Остале књиге из Едиције | Остале књиге из Едиције | Остале књиге из Едиције | Остале књиге из Едиције                          | Остале књиге из Едиције                                                                    |
| серија                  | година изадања          | аутор/и                 | наслов                                           | напомена                                                                                   |
| ----------------------- | ----------------------- | ----------------------- | ------------------------------------------------ | ------------------------------------------------------------------------------------------ |
| коло 1 књига 1          | 1956.                   | Васа Казимировић        | Под заставом слободе                             |                                                                                            |
| коло 1 књига 2          | 1958.                   | Магда Симин             | Док вишње процветају                             |                                                                                            |
| коло 1 књига 3          | 1958.                   | Васа Казимировић        | Црвени чот                                       |                                                                                            |
| коло 2 књига 1          | 1959.                   | Жарко Атанацковић       | Војводина у борби 1941—1945                      |                                                                                            |
| коло 2 књига 2          | 1959.                   | Радивој Перц            | Светионик на Дунаву                              |                                                                                            |
| коло 2 књига 3          | 1961.                   | Михаило Видаковић       | На главном путу – ратна хроника села Пећинаца    |                                                                                            |
| посебна издања 1        | 1980.                   | приредио Данило Кекић   | Војводина 1943                                   | Збирка радова и дискусија са саветовања одржаног од 23. до 25. новембра 1978. у Новом Саду |
| посебна издања 2        | 1981.                   | приредио Данило Кекић   | Омладина Војводине у рату и револуцији 1941–1945 | Збирка радова и дискусија са саветовања одржаног од 25. до 27. септембра 1980. у Делиблату |
| посебна издања 3        | 1984.                   | приредио Данило Кекић   | Жене Војводине у рату и револуцији 1941–1945     | Збирка радова са саветовања одржаног 27. и 28. марта 1984. у Делиблату                     |
| посебна издања 4        | 1986.                   | приредио Данило Кекић   | Народна власт у Војводини 1941–1945              | Збирка радова са саветовања одржаног 23. новембра 1982. у Новом Саду                       |
| посебна издања 5        | 1989.                   | Данило Кекић            | Револуционарни токови                            |                                                                                            |